# Spanish International 2002
Die Spanish International 2002 im Badminton fanden vom 6. bis zum 9. Juni 2002 in Madrid statt. Es war die 23. Auflage des Turniers.

## Sieger und Platzierte
| Disziplin    | Gold                              | Silber                            | Bronze                                  |
| ------------ | --------------------------------- | --------------------------------- | --------------------------------------- |
| Herreneinzel | Dicky Palyama                     | Richard Vaughan                   | Gerben Bruijstens                       |
| Herreneinzel | Dicky Palyama                     | Richard Vaughan                   | Eric Pang                               |
| Dameneinzel  | Sara Persson                      | Dolores Marco                     | Filipa Lamy                             |
| Dameneinzel  | Sara Persson                      | Dolores Marco                     | Telma Santos                            |
| Herrendoppel | Vincent Laigle Svetoslav Stoyanov | Graham Hurrell Ian Sullivan       | José Antonio Crespo Sergio Llopis       |
| Herrendoppel | Vincent Laigle Svetoslav Stoyanov | Graham Hurrell Ian Sullivan       | Matthew Hughes Martyn Lewis             |
| Damendoppel  | Elin Bergblom Johanna Persson     | Filipa Lamy Telma Santos          | Immaculada Aparicio Anabel Chafer Munoz |
| Damendoppel  | Elin Bergblom Johanna Persson     | Filipa Lamy Telma Santos          | Yoana Martínez Lucía Tavera             |
| Mixed        | Graeme Smith Kirsteen McEwan      | José Antonio Crespo Dolores Marco | Imanuel Hirschfeld Elin Bergblom        |
| Mixed        | Graeme Smith Kirsteen McEwan      | José Antonio Crespo Dolores Marco | Matthew Hughes Robyn Ashworth           |

## Finalergebnisse
| Disziplin    | Sieger                            | Finalist                          | Ergebnis                |
| ------------ | --------------------------------- | --------------------------------- | ----------------------- |
| Herreneinzel | Dicky Palyama                     | Richard Vaughan                   | 7–4, 7–1, 5–7, 7–2      |
| Dameneinzel  | Sara Persson                      | Dolores Marco                     | 7–3, 7–2, 7–3           |
| Herrendoppel | Vincent Laigle Svetoslav Stoyanov | Graham Hurrell Ian Sullivan       | 7–3, 2–7, 7–4, 8–7      |
| Damendoppel  | Elin Bergblom Johanna Persson     | Filipa Lamy Telma Santos          | 8–6, 7–0, 7–4           |
| Mixed        | Graeme Smith Kirsteen McEwan      | José Antonio Crespo Dolores Marco | 7–2, 7–8, 8–6, 2–7, 7–1 |